# Episodi di Marcus Welby (settima stagione)
La settima stagione della serie televisiva Marcus Welby è stata trasmessa in anteprima negli Stati Uniti d'America dalla ABC tra il 9 settembre 1975 e il 4 maggio 1976.
| nº | Titolo originale                        | Titolo italiano | Prima TV USA      | Prima TV Italia |
| -- | --------------------------------------- | --------------- | ----------------- | --------------- |
| 1  | Tomorrow May Never Come                 |                 | 9 settembre 1975  |                 |
| 2  | The Fruitfulness of Mrs. Steffie Rhodes |                 | 16 settembre 1975 |                 |
| 3  | The Lie                                 |                 | 23 settembre 1975 |                 |
| 4  | The Covenant                            |                 | 30 settembre 1975 |                 |
| 5  | The Double-Edged Razor                  |                 | 7 ottobre 1975    |                 |
| 6  | To Live Another Day                     |                 | 14 ottobre 1975   |                 |
| 7  | An End and a Beginning                  |                 | 21 ottobre 1975   |                 |
| 8  | The Tidal Wave                          |                 | 28 ottobre 1975   |                 |
| 9  | The Strange Behavior of Paul Kelland    |                 | 4 novembre 1975   |                 |
| 10 | Calculated Risk                         |                 | 11 novembre 1975  |                 |
| 11 | Killers of Dreams                       |                 | 18 novembre 1975  |                 |
| 12 | The Medea Factor                        |                 | 2 dicembre 1975   |                 |
| 13 | The One Face in the World               |                 | 9 dicembre 1975   |                 |
| 14 | Go Ahead and Cry                        |                 | 16 dicembre 1975  |                 |
| 15 | Strike Two!                             |                 | 6 gennaio 1976    |                 |
| 16 | How Do You Know What Hurts Me?          |                 | 13 gennaio 1976   |                 |
| 17 | Prisoner of the Island Cell (Part 1)    |                 | 20 gennaio 1976   |                 |
| 18 | Prisoner of the Island Cell (Part 2)    |                 | 27 gennaio 1976   |                 |
| 19 | The Highest Mountain (Part 1)           |                 | 17 febbraio 1976  |                 |
| 20 | The Highest Mountain (Part 2)           |                 | 17 febbraio 1976  |                 |
| 21 | To Trump an Ace                         |                 | 24 febbraio 1976  |                 |
| 22 | All Passions Spent                      |                 | 2 marzo 1976      |                 |
| 23 | Aspects of Love                         |                 | 27 aprile 1976    |                 |
| 24 | Vanity Case                             |                 | 4 maggio 1976     |                 |